# Дехтярка
Дехтя́рка — село в Україні, у Квітневій сільській територіальній громаді Житомирського району Житомирської області. Населення становить 21 особу (2001).

## Населення

### Мова
Розподіл населення за рідною мовою за даними перепису 2001 року:
| Мова       | Відсоток |
| ---------- | -------- |
| українська | 100 %    |

## Історія
Село взяте на облік 16 вересня 1960 року. До 12 серпня 1974 року підпорядковувалося Ставищенській сільській раді, з 12 серпня 1974 року входило до складу Романівської сільської ради Попільнянського району Житомирської області.
10 серпня 2016 року включене до складу новоствореної Квітневої сільської територіальної громади Попільнянського району Житомирської області.